# 프랑수아 비에트
프랑수아 비에트, 비고티에르 영주(프랑스어: François Viète, Seigneur de la Bigotière, 라틴어: Franciscus Vieta 프란키스쿠스 비에타[*], 1540년 ~ 1603년 2월 23일)는 프랑스의 수학자이다. 대수학에 기여하였으며, 미지수를 알파벳 문자로 나타낸 최초의 수학자이다. 수학에 문자를 도입했고 수학적인 내용을 문자를 사용해 간략하고 정확하게 표현하는데 기여하였다. 이후 문자의 사용은 수학의 기본인 다항식과 방정식, 함수의 발전으로 이어졌고, 수학이 발전하는 계기가 되었다. 본업은 변호사이자 정치인이었으며, 앙리 3세와 앙리 4세의 왕실 변호사(프랑스어: conseil du Roi)로 일했다

## 생애
1540년 방데주 퐁트네르콩트(프랑스어: Fontenay-le-Compte)에서 태어났다. 아버지 에티엔 비에트(프랑스어: Étienne Viète)는 변호사였으며, 어머니는 공무원이자 국회장을 맡았던 바르나베 브리송(프랑스어: Barnabé Brisson)의 고모였다.
푸아티에 대학교(프랑스어: Université de Poitiers)에서 법학을 공부하였고, 1559년 졸업하였다. 1580년부터 왕실에서 일하기 시작하였으며, 앙리 3세와 앙리 4세 아래 있었다.
1602년 은퇴하였고, 2만 에퀴(프랑스어: écu)의 금화를 수여받았다. 1603년 2월 23일 사망하였다. 사망 후 그의 방에 수여받은 2만 에퀴의 금화가 그대로 발견되었다.

## 업적
- 무엇보다도 비에트는 문제에서 미지수를 문자로 대체하는 표기법을 소개한 최초의 수학자였다.[1] 결과적으로, 그의 대수학은 더 이상 이전의 규칙적인 진술하에 국한된 정연한 해결방법의 모습을 잃었지만, 이것이 효율적인 대수학의 시작으로 이어졌고 근대 수학은 이것에 의존하고 있다.

이러한 계산에서 문자와 결과에 작용하는 연산은 최종계산에서 미지수를 원하는 결과값으로 간단히 바꿔 놓음으로써, 현대 대수적 방법의 핵심인 접근 방식의 기본 단계를 보여주었다. 이것으로 비에트는 중세 대수학의 끝에서 근대 대수학의 장을 열었다.
- 근과 계수의 관계에 대해 공식을 정리했다. 이것은 비에트 정리(프랑스어: Viète's formulas)라고도 불린다.[3]

- 다음과 같은 루트의 다중근호표기에 의한 무한급수로 원주율의 성질을 이해하였다.

이것은 원에 내접하는 정사각형과 삼각형에 기반한 무한한 다각형의 확장이 원에 수렴하는 표현식이다.
또한 라디안의 각도 {\displaystyle \pi }에서 삼각함수 사인({\displaystyle sine})과의 관계인 다각형에대한 규칙적인 수렴성이기도 하다.
{\displaystyle {\pi }}={{2} \over {{\frac {\sqrt {2}}{2}}\cdot {\frac {\sqrt {2+{\sqrt {2}}}}{2}}\cdot {\frac {\sqrt {2+{\sqrt {2+{\sqrt {2}}}}}}{2}}\cdots \cdots }}
- 1571년부터 그는 자신의 비용으로 인쇄상의 어려움속에서도 출판을 시작했다.[7]

저서로는 Opera Mathematica (프랑스어: Franciscus Viète, Leiden, 1646; reprinted London, 1970),
Effectionum Geometricarum Canonica Recensio (프랑스어: Franciscus Viète, Mettayer, 1593) 등이 있다.

## 비에트의 표현
비에트는 저서에서 원주율 {\displaystyle \pi } 에 대한 다음과 같은 표현들, 둘 다를 사용했다.
{\displaystyle {\sqrt {{1} \over {2}}},{\sqrt {{{1} \over {2}}+{\sqrt {{1} \over {2}}}}},{\sqrt {{{1} \over {2}}+{\sqrt {{{1} \over {2}}+{\sqrt {{1} \over {2}}}}}}},{\sqrt {{{1} \over {2}}+{\sqrt {{{1} \over {2}}+{\sqrt {{{1} \over {2}}+{\sqrt {{1} \over {2}}}}}}}}},{\sqrt {{{1} \over {2}}+{\sqrt {{{1} \over {2}}+{\sqrt {{{1} \over {2}}+{\sqrt {{{1} \over {2}}+{\sqrt {{1} \over {2}}}}}}}}}}},\cdots }
{\displaystyle {\sqrt {2}},{\sqrt {2+{\sqrt {2}}}},{\sqrt {2+{\sqrt {2+{\sqrt {2}}}}}},{\sqrt {2+{\sqrt {2+{\sqrt {2+{\sqrt {2}}}}}}}},{\sqrt {2+{\sqrt {2+{\sqrt {2+{\sqrt {2+{\sqrt {2}}}}}}}}}},\cdots }

## 같이 보기
- 데카르트